# Central Lancashire League
La Central Lancashire League, ou Central Lancashire Cricket League, est une ligue fermée de cricket basée initialement dans le comté traditionnel du Lancashire. Fondée en 1892, elle compte depuis 2006 16 clubs qui participent à diverses compétition. Chaque club peut engager un professionnel pour la saison.

## Historique
De nombreuses ligues de cricket voient le jour à la fin du XIXe siècle dans le nord industriel de l'Angleterre. La Central Lancashire League est l'une de celle-ci. Elle est fondée en 1892 sous le nom de « South-East Lancashire League ». Pendant la Seconde Guerre mondiale, comme dans la plupart des ligues fermées anglaises, la ligue suspend la possibilité d'employer des professionnels, mais tolère que des joueurs « invités » soient rémunérés.

## Clubs actuels
| Club                                    | Ville                                |
| --------------------------------------- | ------------------------------------ |
| Ashton-under-Lyne Cricket Club          | Ashton-under-Lyne (Grand Manchester) |
| Clifton Cricket Club                    | Clifton (Grand Manchester)           |
| Crompton Cricket Club                   | Shaw and Crompton (Grand Manchester) |
| Heywood Cricket Club                    | Heywood (Grand Manchester)           |
| Littleborough Cricket Club              | Littleborough (Grand Manchester)     |
| Middleton Cricket Club                  | Middleton (Grand Manchester)         |
| Milnrow Cricket Club                    | Milnrow (Grand Manchester)           |
| Monton & Weaste Cricket Club            | Eccles (Grand Manchester)            |
| Norden Cricket Club                     | Norden (Grand Manchester)            |
| Oldham Cricket Club                     | Oldham (Grand Manchester)            |
| Radcliffe Cricket Club                  | Radcliffe (Grand Manchester)         |
| Rochdale Cricket Lacrosse & Squash Club | Rochdale (Grand Manchester)          |
| Royton Cricket Club                     | Royton (Grand Manchester)            |
| Unsworth Cricket Club                   | Unsworth (Grand Manchester)          |
| Walsden Cricket & Bowling Club          | Walsden (Yorkshire de l'Ouest)       |
| Werneth Cricket Club                    | Werneth (Grand Manchester)           |